# Brian the Brain
Brian the Brain es una serie de historietas de ciencia ficción creadas desde 1990 hasta 1993 por Miguel Ángel Martín, la más popular de su autor.

## Trayectoria editorial
Martín empezó a publicar Brian the Brain en la revista sobre historietas Krazy Comics en 1990.
Al año siguiente, la continuó en la revista de historietas Makoki hasta el cierre de la publicación.
Ediciones La Cúpula la reeditó en forma de comic books dentro de su colección Brut Comix en 1995 y en un tomo recopilario diez años después.
En 2011 Martí retomó el personaje en la novela gráfica La juventud de Brian the Brain, publicada por la editorial Rey Lear.